# Nafazolin
Nafazolin (2-(1-naftilmetil)-2-imidazolin hidrohlorid) je simpatomimetički lek sa znatnom alfa adrenergičkom aktivnošću. On je vazokonstriktor sa brzim dejstvom u redukovanju otoka kad se primeni na sluzokožu. On deluje na alfa receptore u arteriolama konjunktiva i proizvodi konstrikciju, i to dovodi do umanjene kongestije. On je aktivni sastojak u nekoliko formulacija koje su u prodaji na slobodno, uključujući Clear Eyes i Nafkon kapi za oči.

## Hemija
Nafazolin se sintetiše iz (1-nafthil)acetonitrila, koji se nakon reakcije sa etanolom transformiše u iminoestar, i podleže daljoj heterociklizaciji u željeni imidazolinski derivat nakon reakcije sa etilendiaminom.

## Spoljašnje veze
|  | Molimo Vas, obratite pažnju na važno upozorenje u vezi sa temama iz oblasti medicine (zdravlja). |